# Hylobates albibarbis
Hylobates albibarbis este o specie de giboni endemică în sudul Insulei Borneo. Este o specie amenințată, din cauza deforestării pădurilor tropicale, aflate între râurile Kapuas și Barito. Probleme adiționale ce periclitează primatele din specia Hylobates albibarbis periclitează și alte primate arboricole.
Specia Hylobates albibarbis este foarte asemănătoare cu alți giboni în ceea ce privește comportamentul și alimentația frugivoră a acesteia. A fost considerată cândva o subspecie a Hylobates agilis, dar pe baza unei analize recente a ADN-ului, unele autorități acum o clasificată ca specie separată.

## Descriere și istorie de viață
În general, blana speciei Hylobates albibarbis este gri sau maro închis. De obicei, acest gibon are o față neagră și o barbă albă. La fel ca alți giboni, aceste animale sunt primate de dimensiune mai mică, fără coadă. Obișnuiesc să trăiască în grupuri de familii mici, compuse dintr-un mascul, o femelă și puii lor. Aceste primate nu își construiesc cuiburi. S-au înregistrat giboni din această specie care s-au balansat deasupra solului la o înălțime de aprox. 15 m și cu o viteză de aproc. 55 km/h. Spre deosebire de alte primate, toți gibonii studiați în sălbăticie merg în două picioare, ținându-și brațele lungi deasupra capului.
Speranța medie de viață a speciei Hylobates albibarbis este de 25 de ani. Masculii din această specie cântăresc în jur de 6,1-6,9 kg iar femelele circa 5,5-6,4 kg. De obicei, femelele ajung la maturitatea sexuală în aproximativ 48 de luni de la naștere.

## Dietă
În pădurile tropicale, specia Hylobates albibarbis tinde să fie fructivoră, fiind dependentă de pomii fructiferi și de smochine. Dieta lor este alcătuită din circa 65 % fructe și circa 23 % smochine. Ocazional, își completează dieta cu frunze și insecte.

## Amenințări
Deforestarea și mineritul au devenit o amenințare asupra mediului în Borneo pentru giboni și alte animale arboricole. Deoarece gibonii depind de zone forestiere dense pentru a călători și a fi în siguranță, aceste acțiuni au devenit probleme principale pentru supraviețuirea primatelor din specia Hylobates albibarbis. Printre alte amenințări care amenință această specie se numără incendiile de pădure provocate de fenomenele El Niño și schimbarea climatică..